# Шпревизе
Шпре́визе или Ли́хань (нем. Spreewiese; в.-луж. Lichańо файле) — деревня в Верхней Лужице, Германия. Входит в состав коммуны Гросдубрау района Баутцен в земле Саксония. Подчиняется административному округу Дрезден.

## География
Находится примерно в 13 километрах севернее Баутцена между прудами Рокотовы-Гат на востоке и Метец-Гат на западе. Через деревню проходит автомобильная дорога K7211.
Соседние населённые пункты: на северо-востоке — деревня Полпица коммуны Мальшвиц, на востоке — деревня Лемишов коммуны Мальшвиц, на юго-востоке — деревни Брезына и Гучина коммуны Мальшвиц, на юге — деревня Клюкш, на западе — деревня Зджар и на северо-западе — деревня Кобелнь.

## История
Впервые упоминается в 1394 году под наименованием Lycham.
В 1924 году в деревенской корчме была организована серболужицкая организация «Zernička».
С 1936 по 1994 года входила в коммуну Кликс. С 1994 года входит в современную коммуну Гросдубрау.
В настоящее время деревня входит в состав культурно-территориальной автономии «Лужицкая поселенческая область», на территории которой действуют законодательные акты земель Саксонии и Бранденбурга, содействующие сохранению лужицких языков и культуры лужичан.
Исторические немецкие наименования
- Lycham, 1394
- Leichaime, 1399
- Leichnam parvum, 1419
- Leicham, 1443
- Leichan, 1461
- Großleichnam, 1533
- Leichnamb, 1621
- Leichnam, 1791
- Spreewiese, 1911

## Население
Официальным языком в населённом пункте, помимо немецкого, является также верхнелужицкий язык.
Согласно статистическому сочинению «Dodawki k statisticy a etnografiji łužickich Serbow» Арношта Муки в 1884 году в деревне проживало 214 человек (из них — 207 серболужичан (98 %)).
| 1834 | 1871 | 1890 | 1910 | 1925 |
| ---- | ---- | ---- | ---- | ---- |
| 227  | 215  | 198  | 191  | 219  |